# 7436 Kuroiwa
7436 Kuroiwa è un asteroide della fascia principale. Scoperto nel 1994, presenta un'orbita caratterizzata da un semiasse maggiore pari a 2,2295690 UA e da un'eccentricità di 0,0961907, inclinata di 2,20475° rispetto all'eclittica.